# Battaglia di Cizico (1303)
La battaglia di Cizico fu combattuta nel 1303 tra gli Ottomani e la Compagnia Catalana comandata da Roger de Flor mercenari al servizio dell'Impero bizantino.
L'istmo di Cizico sulla costa meridionale della Propontide era chiuso da una muraglia e guardato da truppe bizantine stanziate nell'omonima penisoletta. I Turchi avevano più volte assalito l'istmo senza successo. Nell'ottobre 1303 De Flor al comando della Compagnia Catalana assieme a Georgios comandante delle truppe alane, trasportati dalla flotta guidata dal comandante catalano Ferran d'Aunés, giunsero a Cizico inaspettati, sbarcarono le loro milizie alle spalle dei Turchi, e diedero l'assalto al loro accampamento. La lotta fu breve e cruenta, pochissimi Turchi poterono scampare alla strage. L'avanzare della stagione invernale concluse le operazioni militari e i Catalani svernarono a Cizico.